# 巴氏卡頦銀漢魚
巴氏卡頦銀漢魚為輻鰭魚綱銀漢魚目擬銀漢魚科的其中一種，分布於北美洲墨西哥Lerma河流域，體長可達7.1公分，為熱帶魚類，棲息在底中層水域，生活習性不明。2006年8月，由於破火山口暫時乾涸而滅絕。